# Ross Bleckner
Ross Bleckner (* 12. května 1949 New York) je americký malíř. Studoval na Newyorské univerzitě a později na CalArts. Svou první vlastní výstavu měl v New Yorku v roce 1975. V roce 1995 proběhla v Guggenheimově muzeu velká retrospektivní výstava jeho tvorby. Vliv na jeho tvorbu má mj. to, že je homosexuál. V některých svých obrazech, jako například Small Count (1980) a Throbbing Heart (1994), se inspiroval nemocí AIDS.